# Adelacris
Adelacris is een geslacht van rechtvleugeligen uit de familie veldsprinkhanen (Acrididae). De wetenschappelijke naam van dit geslacht is voor het eerst geldig gepubliceerd in 1972 door Descamps & Amédégnato.

## Soorten
Het geslacht Adelacris  is monotypisch en omvat slechts de volgende soort:
- Adelacris atrocephala (Bruner, 1908)